# Булиње (Ен)
Булиње (фр. Bouligneux) је насељено место у Француској у региону Рона-Алпи, у департману Ен (Рона-Алпи).
По подацима из 2011. године у општини је живело 309 становника, а густина насељености је износила 11,84 становника/km².

## Демографија
| 1962. | 1968. | 1975. | 1982. | 1990. | 2011. |
| ----- | ----- | ----- | ----- | ----- | ----- |
| 240   | 208   | 172   | 247   | 274   | 309   |